# Yamaha YM2151

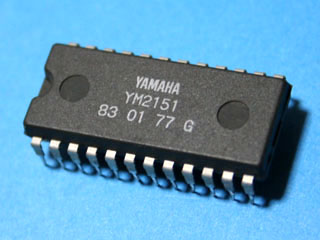
YM2151.

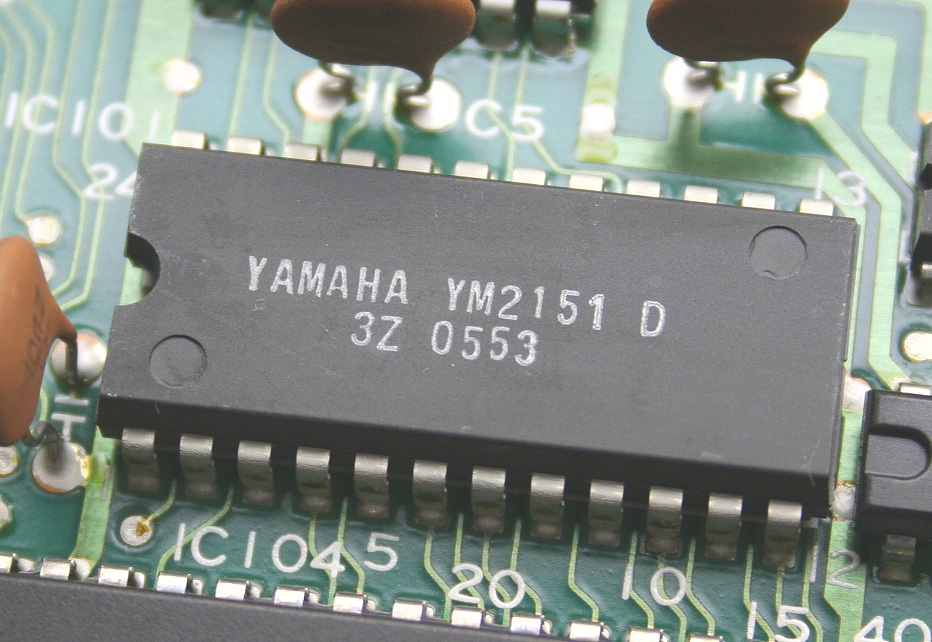
YM2151.

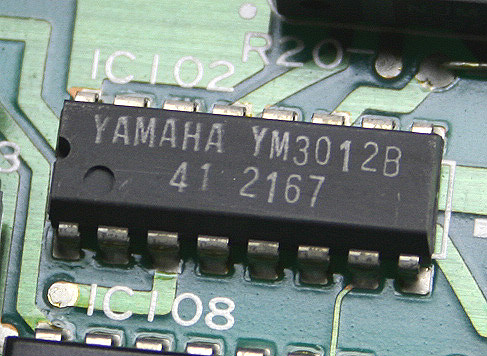
YM3012B.

El Yamaha YM2151, también conocido como el OP-M (FM Operator Type-M) es un chip de sonido de la familia YM2100. Es la primera implementación de Yamaha de la síntesis FM en un solo chip, y fue creado originalmente para la serie Yamaha DX de sintetizadores electrónicos. Cuenta con ocho voces, con cuatro operadores por voz.
Ha sido usado también en máquinas recreativas, comenzando por la Marble Madness de Atari, y siendo posteriormente licenciado para su uso a muchas compañías incluyendo Sega, Konami, Capcom, Pinballs de Data East y Namco, siendo muy utilizado principalmente en la década de 1980, así como en los ordenadores domésticos Sharp X1 y Sharp X68000.
Este chip se utiliza en algunos pianos eléctricos de gama baja de Yamaha, como los YPR-7/8/9. Es idéntico al chip presente en el FB-01, (Yamaha YM2164), salvo que el operador 4 de la voz 8 puede ser utilizado para generar ruido. 
Por último, el chip se utiliza en las unidades de Sintetizador de Sonido Yamaha SFG-01 y SFG-05 FM. Estas son las unidades de expansión para ordenadores MSX y ya vienen incluidas en equipos MSX de Yamaha como el Yamaha CX5M . Proporcionan sístesis FM estéreo con jacks de salida estéreo, puertos MIDI y un conector para un teclado externo. algunos módulos SFG-05 modules vienen con un chip Yamaha YM2164.
En octubre de 2016 José Tejada publicó el JT51. Un módulo Verilog compatible con el YM2151 y que proporciona salidas exactas al original. Este módulo se usa en implementaciones FPGA de sistemas que usaban el YM2151.